# ريتشارد روس
ريتشارد روس (بالإنجليزية: Richard Ross)‏ هو مصور أمريكي، ولد في 1947.